# Amatersko prvenstvo Francije 1932
Amatersko prvenstvo Francije 1932 v tenisu.

## Moški posamično
Henri Cochet :  Giorgio De Stefani 6-0, 6-4, 4-6, 6-3

## Ženske posamično
Helen Wills Moody :  Simone Mathieu 7-5, 6-1

## Moške dvojice
Henri Cochet /  Jacques Brugnon :  Christian Boussus /  Marcel Bernard 6–4, 3–6, 7–5, 6–3

## Ženske dvojice
Helen Wills Moody /  Elizabeth Ryan :  Betty Nuthall /  Eileen Bennett Whittingstall 6–1, 6–3

## Mešane dvojice
Betty Nuthall /  Fred Perry :  Helen Wills Moody /  Sidney Wood 6–4, 6–2